# Merelina lyalliana
Merelina lyalliana is een slakkensoort uit de familie van de Rissoidae. De wetenschappelijke naam van de soort is voor het eerst geldig gepubliceerd in 1898 door Suter.